# Bataille du lac Okeechobee
Seconde guerre séminole
Batailles
- Massacre de Dade
- Withlacoochee
- Wahoo Swamp
- Hatchee-Lustee
- Lac Okeechobee
- Caloosahatchee

La bataille du lac Okeechobee est l'un des principaux affrontements de la seconde guerre séminole. Elle opposa le 25 décembre 1837 des troupes de la United States Army menées par le colonel Zachary Taylor à des Séminoles campés sur la rive nord-est du lac Okeechobee. Taylor revendiqua la victoire et fut par la suite promu au grade de brigadier général.